# Dalfsen
Dalfsen – gmina w północnej Holandii, w prowincji Overijssel. Według danych na luty 2014 roku zamieszkiwało ją 27 670 mieszkańców. Siedzibą administracyjną jest miejscowość Dalfsen. W lutym 2016 r. w miejscowości Dalfsen doszło od Katastrofy kolejowej, w której zginęła jedna osoba.

## Położenie
Gmina położona jest w północnej części kraju, w północnej części prowincji. Siedziba gminy położona jest w odległości ok. 18 km na wschód od stolicy prowincji- Zwolle. Gminę przecinają autostrady A28 i A50.